# Богодухівська залізнична гілка

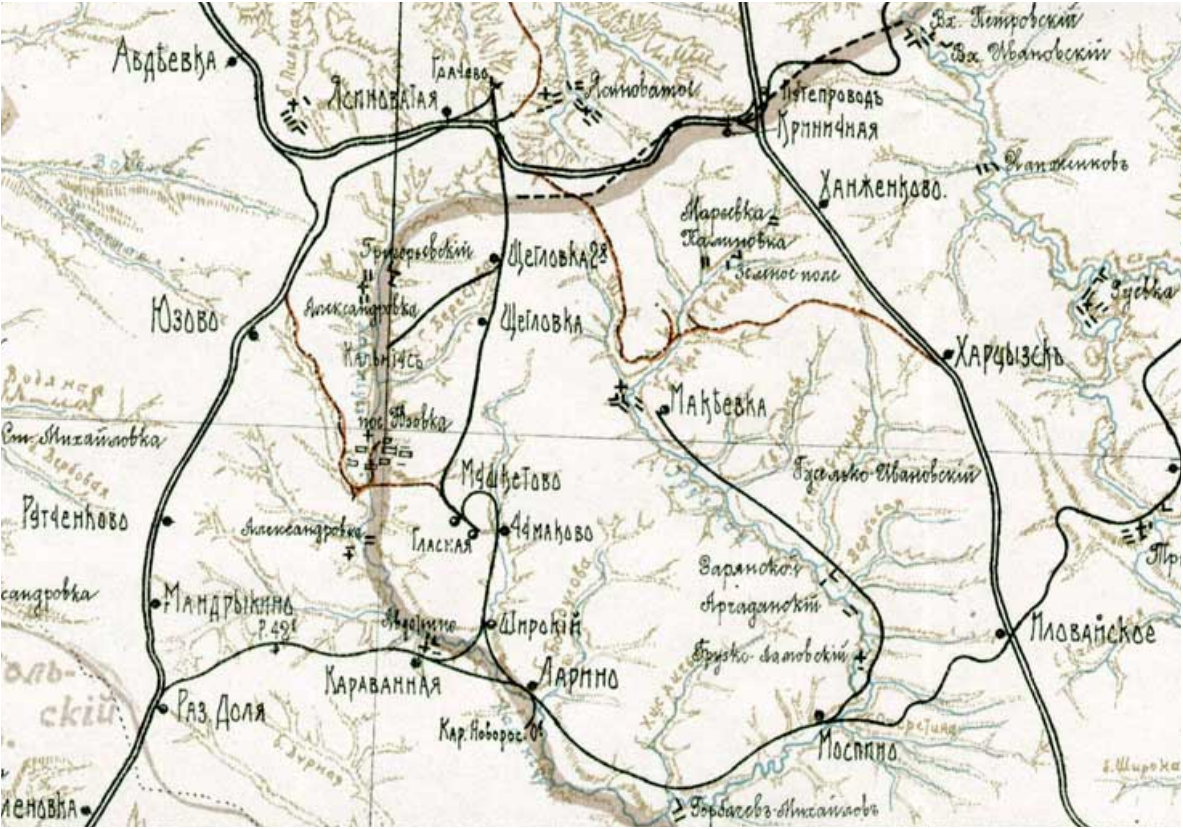
На фото — Богодухівська залізнична гілка Ясинувата — Мушкетове — Доля

Богодухівська залізнична гілка — система діючих і закритих залізничних колій у загальному напрямі станція Ясинувата — Богодухівка (Гласна) — роз'їзд Доля. Обслуговувує промислові, головним чином вугільні підприємства центральної та південно-західної частини Донецько-Макіївської агломерації. Корінною станцією даної гілки є тупиково-вузловий пункт Мушкетове, крім того на даному напрямі діють станції Кальміус, Чумакове, Караванна. Станцію Гласна віднесено до категорії під'їзної колії станції Мушкетове.

## Історія

### Дореволюційний період

#### Передумови
У другій половині XIX століття на Донбасі розпочався промисловий підйом. У 1869/70 році до ладу стала Курсько-Харківсько-Севастопольська залізниця, у зв'язку із чим на почктку 70-х років ХІХ століття було складено низку альтернативних проєктів розвитку мережі залізниць Донеського басейну, в тому числі — проєкт Донецької кам'яновугільної залізниці та її подовження на схід і захід. Один із варіантів проєкту так званої «Криворізької» залізниці (проєкт було реалізовано на початку 80-х років ХІХ століття як Катерининська залізниця) передбачав проходження траси магістралі в напрямі Хацепетівка (Вуглегірськ) — Кринична — Богодухівка — Руднична (Рутченкове) — Курахівка — Синельникове, і мав на меті обслуговування Макіївських, Богодухівських, Рутченківських та Курахівських кам'яновугільних копалень. Однак, реалізацію даного проєкту в 1875 році відтермінували, а в 1876—1881 роках було вирішено будувати дану залізницю із примиканням до станції Ясинувата. Це викликало обурення власників шахт в районі Богодухівки та появу низки клопотань останніх у різні державні та недержавні установи. Наприклад, у 1886 році власники копалень звернулися до Ради З'їздів гірничопромисловців півдня Росії із клопотанням про будівництво під'їзної колії до району станції Юзове (Донецьк).

#### Будівництво

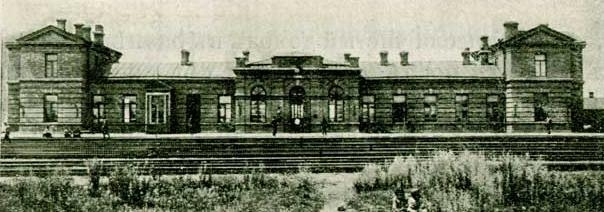
Перон і пасажирська будівля станції Мушкетове

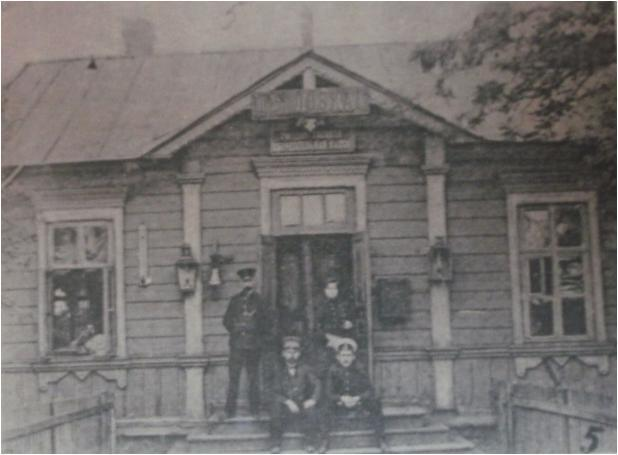
Пасажирська будівля станції Щиглівка

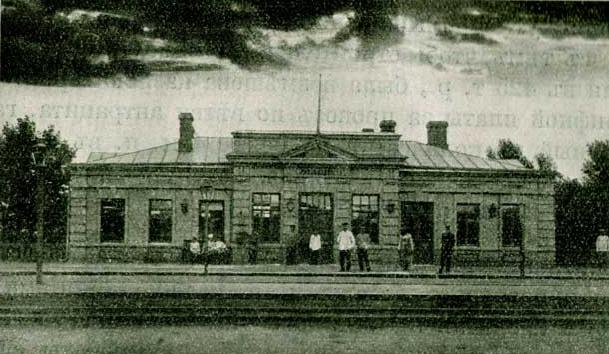
Перон і пасажирська будівля станції Караванна

У 1886 році Катерининська залізниця розпочала будівництво під'їзної колії від станції Ясинувата (знаходилася у спільному використанні Катерининської та Донецької залізниць) до Богодухової балки протяжністю 20 верст. Колію було відкрито у 1888 році, і це стало причиною сплеску вуглевидобутку в зоні тяжіння до колії та відкриття нових роздільних пунктів на самій залізниці. Станом на 1889 рік, при станції Ясинувата знаходилися вугільні копальні та рудники із загальною видобувною здатністю 33,1 млн. пудів (понад 540 тис. т) на рік, які знаходилися в безпосередній близькості до Богодухівської гілки: Богодухівська (компанії Древицького і Прохорова), Яківлевська (Древицького), Кальміуська (Риковських), Берестово-Богодухівського товариства, Богообітована (Прохорова), Кальміусько-Богодухівська (Олексіївського товариства), Берестова (Іловайських), Нестерівська й Олександрівська (гірничопромислового товариства Донецького басейну), Ларіна й Феніна. 1 січня 1890 року для обслуговування копалень, відповідно, у Богодуховій та Берестовій балках, офіційно відкриваються навантажувальні пункти Мушкетове (18-та верста, територія сучасного Будьоннівського району міста Донецьк) і Щиглівка (11-та верста, територія сучасного Червоногвардійського району міста Макіївка). Ведеться будівництво станцій у даних районах. Офіційно станцію Мушкетове було відкрито у грудні 1893 року. Вже у 1894 році розпочинається будівництво нової залізничної колії у напрямі Мушкетове — Доля протяжністю 32 версти, і в 1899 році дана ділянка стала до ладу. На новій ділянці залізниці було відкрито станцію Чумакове (23-тя верста, територія сучасного Пролетарського району міста Донецьк), роз'їзд Широкий (30-та верста, там само), станцію Караванна (38-ма верста, територія сучасного Ленінського району міста Донецьк).
Див. також: Грачове (залізничний роз'їзд).

#### Вантажна робота

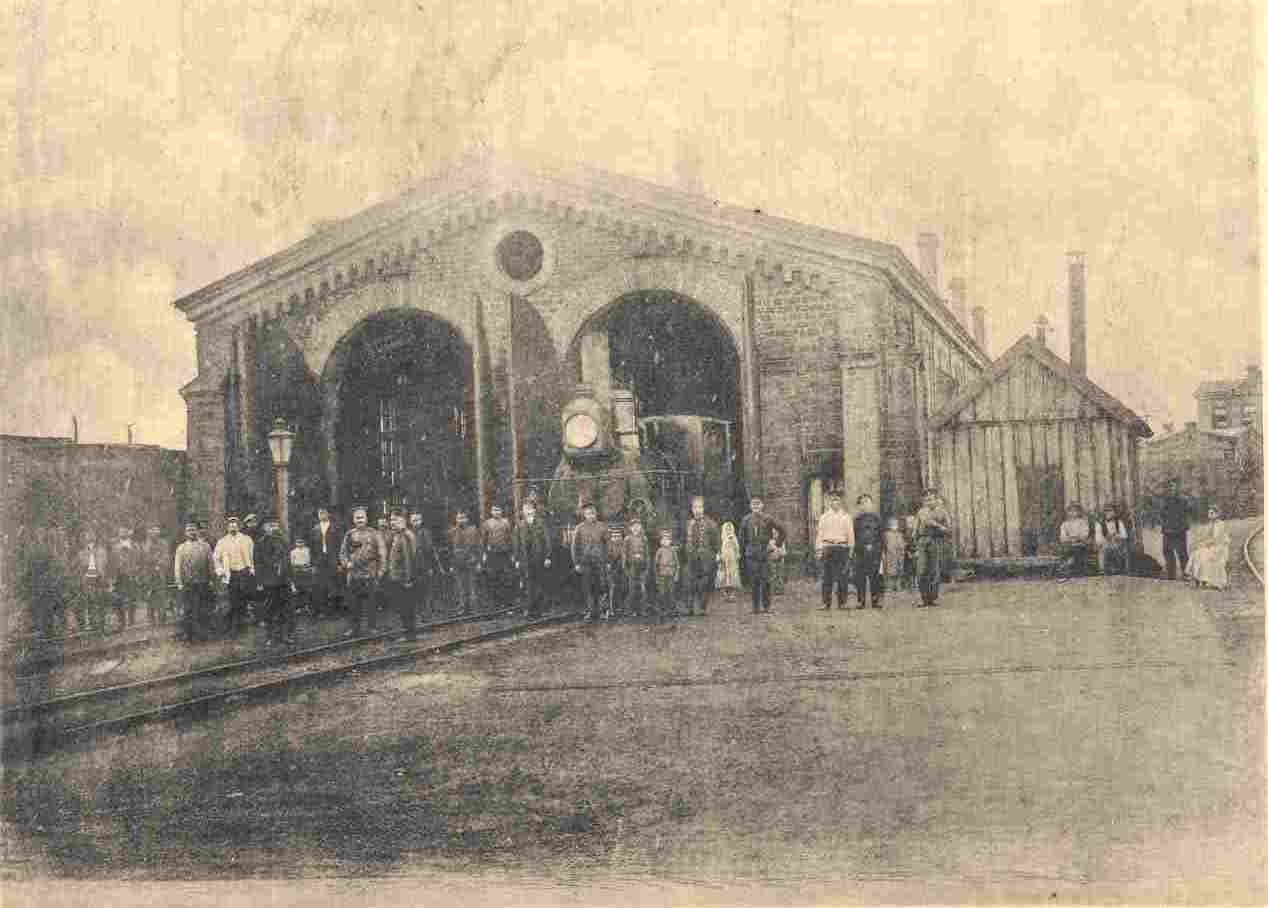
Будівля депо станції Мушкетово

У 90-х роках ХІХ століття починається інтенсивне вивезення вугілля та вапняків Богодухівською залізничною гілкою. Лише за січень-серпень 1890 року по Мушкетовому було навантажено 16,8 тис. вагонів, а по Щиглівці — 2,0 тис. вагонів вугілля (по 600 пудів кожен); вугілля було видано на станцію Ясинувата. В 1893—1894 господарчому році обсяг відправлень вугілля даною гілкою зріс, і станція Мушкетове тоді відправила 57,9 тис. вагонів, станція Щиглівка — 9,7 тис. вагонів. Окрім вугілля, станції та роздільні пункти залізниці відправляли флюси, в першу чергу — вапняки. Станом на 1900-1901 господарчий рік, станція Караванна відправила 1,8 тис. вагонів флюсів, роз'їзд Широкий — майже 1,0 тис. вагонів. Вугілля і флюси складали більше 95 % вантажообігу залізниці. Крім того, у статистиці відправлення і прибуття вантажів до революції 1917 року фігурують хлібні вантажі, сіль, нафтопродукти, дрова, ліс тощо.

#### Пасажирське сполучення

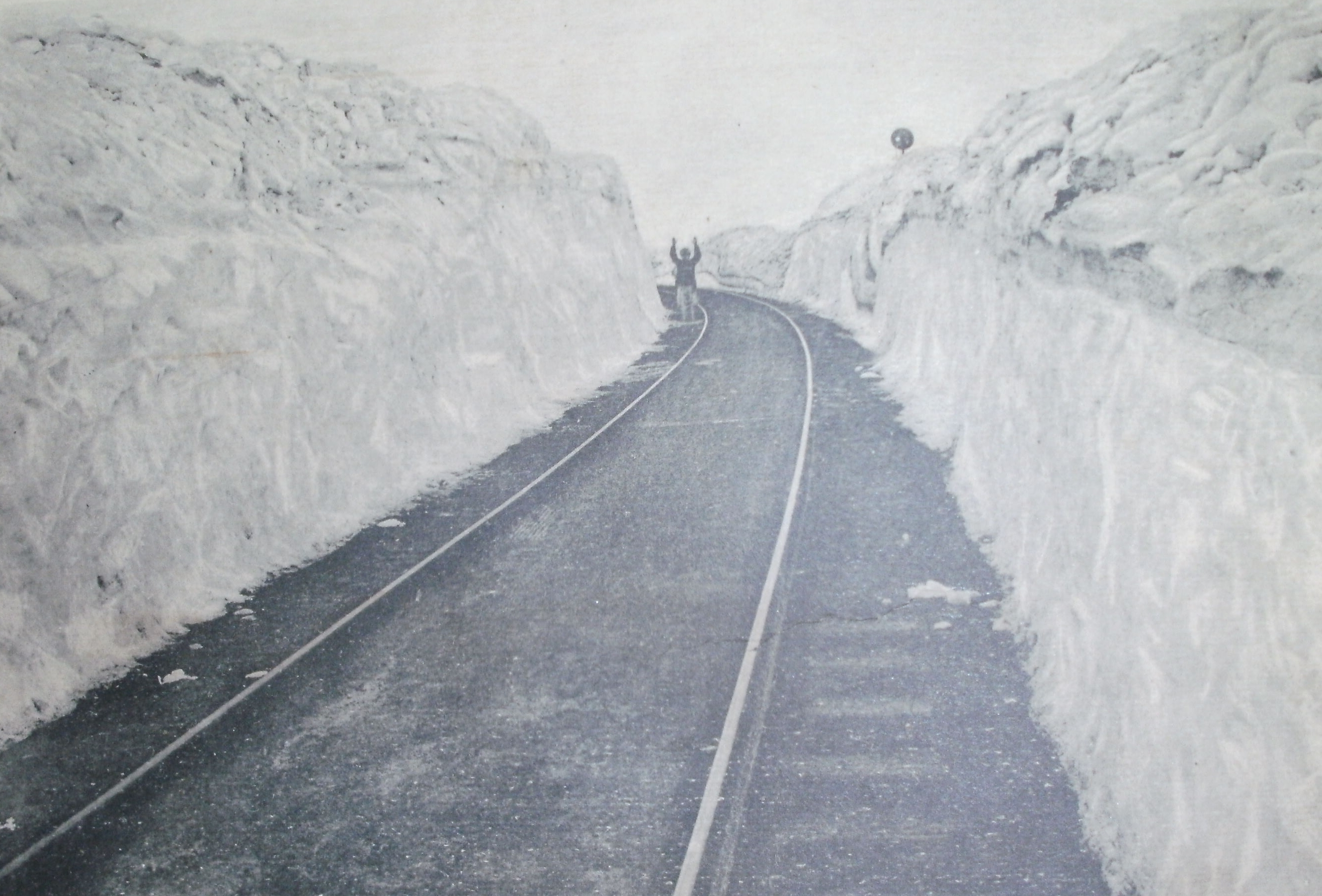
Розчищення снігового замету на ділянці Доля — Караванна у лютому 1908 року

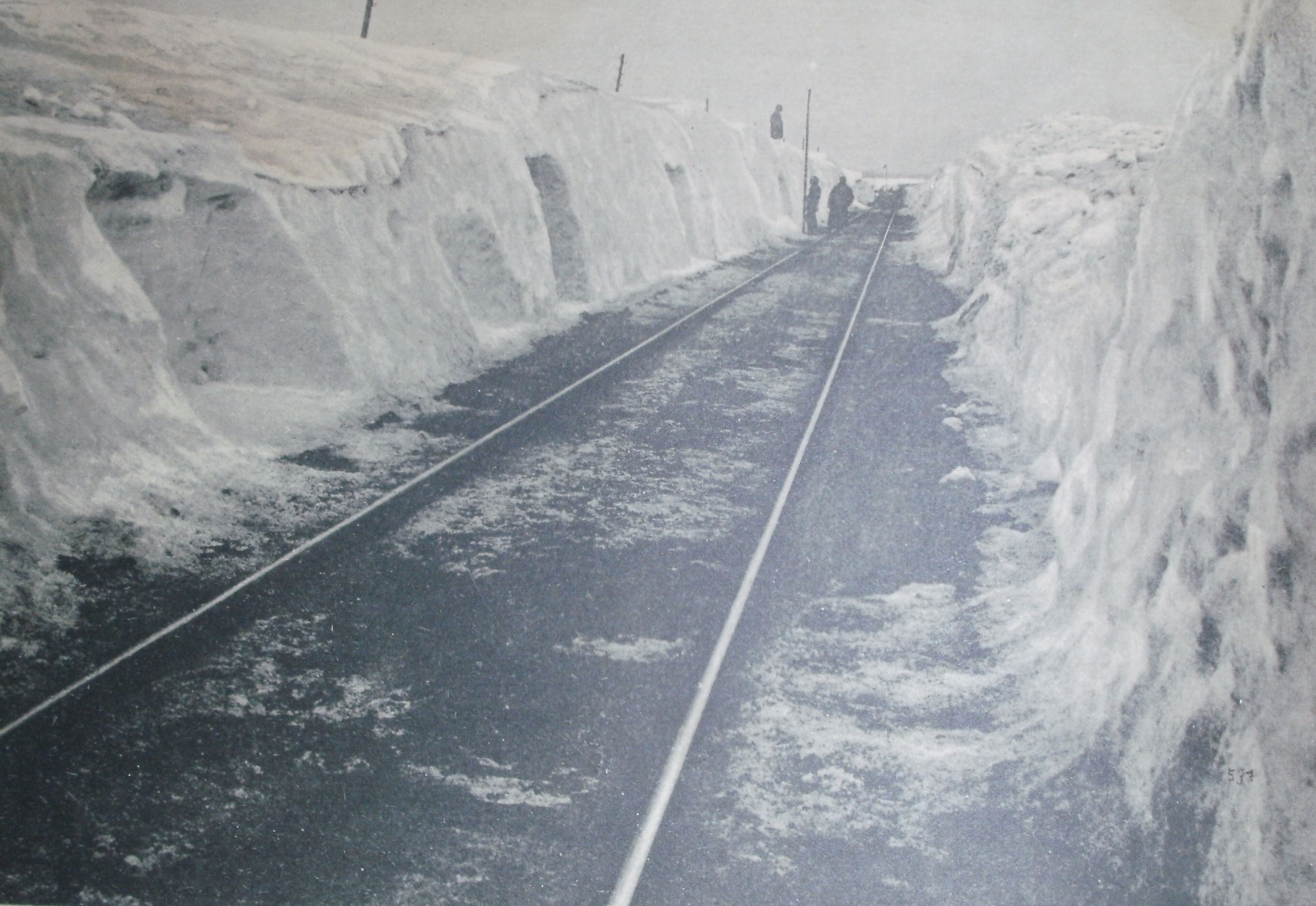
Розчищення снігового замету на перегоні Ясинувата — Щиглівка ІІ у лютому 1908 року

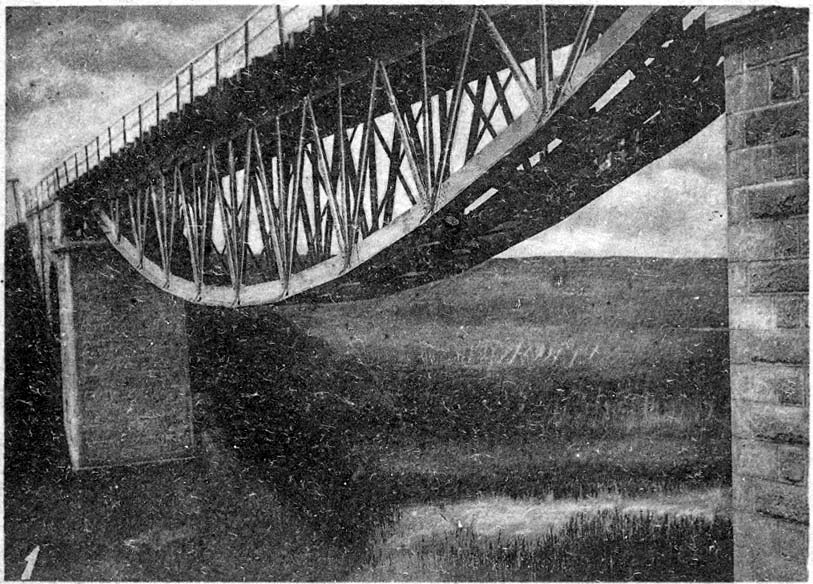
Міст на перегоні Широкий — Караванна

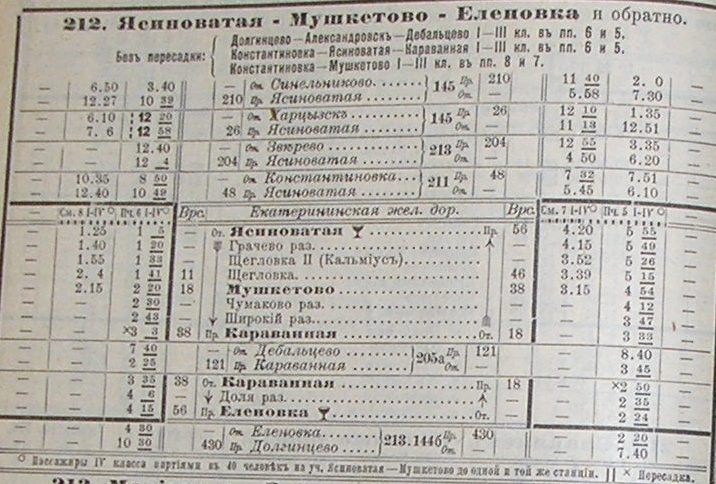
Розклад потягів пасажирського сполучення Богодухівською залізничною гілкою на зиму 1911—1912 років

З 90-х років XIX століття існував пасажирський рух вказаною залізницею. Станом на 1894 рік, тут курсував змішаний (товаро-пасажирський) потяг Ясинувата — Мушкетове, в дорозі — майже 2 години. В зиму 1894-1895 років було призначене курсування двох товаро-пасажирських потягів вказаного вище сполучення. У 1999 році до складу вказаних потягів входили вагони безпересадочного сполучення на Костянтинівку і Дебальцеве. Станом на 1907 рік, Богодухівським ходом курсували поштовий потяг Ясинувата — Мушкетове і змішаний потяг Ясинувата — Оленівка з вагоном безпересадочного сполучення Костянтинівка — Оленівка. Крім того, станцію Караванна прослідували поштові потяги Караванна — Дебальцеве через Іловайське, Чистякове. У 1911 році це були змішаний потяг Ясинувата — Мушкетове із вагонами безпересадочного сполучення Костянтинівка — Мушкетове, поштовий потяг Ясинувата — Оленівка із вагоном безпересадочного сполучення Костянтинівка — Караванна, а також поштовий потяг Дебальцеве — Довгинцеве (Кривий Ріг-Головний) через Караванну, Волноваху, Олександрівськ (Запоріжжя). Станом на 1917 рік, Богодухівським ходом було призначене курсування поштового потягу Ясинувата — Караванна із вагоном безпересадочного сполучення Слов'янськ — Караванна, змішаного потягу Ясинувата — Караванна із вагонами безпересадочного сполучення Костянтинівка — Караванна і Харків — Караванна, а також поштового потягу Дебальцеве — Караванна — Довгинцеве.

### Радянський період

#### Міжвоєнний період

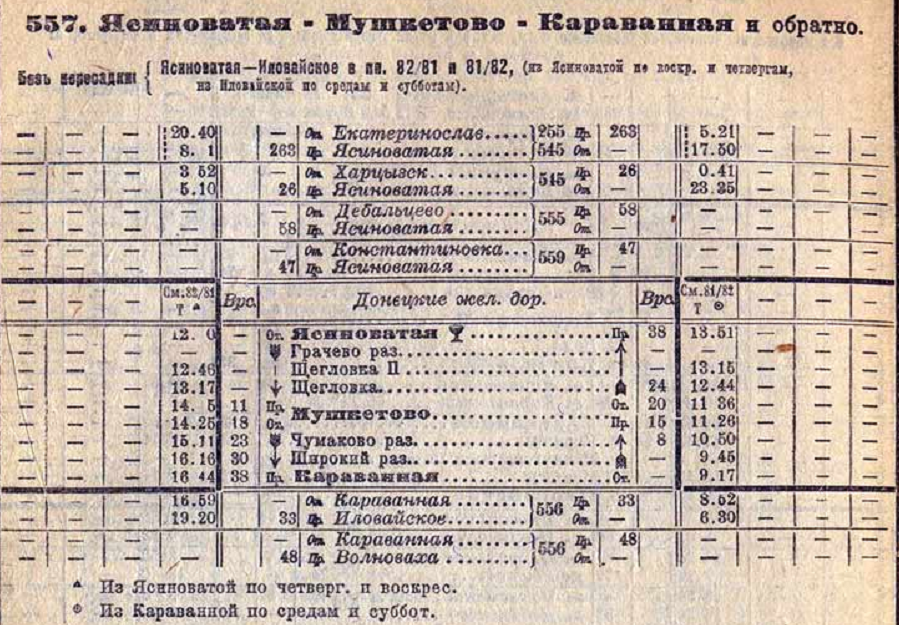
Розклад потягів пасажирського сполучення Богодухівською залізничною гілкою в зиму 1922—1923 років

Після 1920 року Богодухівська залізнична гілка в плані вантажного руху залишилася переважно вугільною. Станом на 1925-1926 господарчий рік, станція Гласна навантажила 176 тис. т вугілля і коксу, станція Мушкетове — 32,7 тис. т вугілля, пост 3 версти — 273 тис. т вугілля, станція Чумакове — 845 тис. т вугілля.
Крім того, гілкою відбувався пасажирський рух: станом на зиму 1922-23 року тут двічі на тиждень курсував змішаний потяг сполученням Ясинувата — Караванна — Іловайське, у 1925 році — пасажирсько-товарний потяг Ясинувата — Мушкетове з вагонами безпересадочного сполучення Дебальцеве — Мушкетове, а також 2 пари трудових потягів Чумакове — Широкий. У 1928 році, окрім сполучень, що існували у 1925 році, було додано щоденну пару пасажирських потягів Ясинувата — Мушкетове — Макіївка (Макіївка-Вантажна). У 1930 році гілкою курсували трудові (приміські) потяги Ясинувата — Мушкетове і Макіївка — Мушкетове, по 1 парі на добу, а також поштові потяги Дебальцеве — Караванна — П'ятихатки. Станом на 1934 рік, Богодухівським ходом курсували поштові потяги Макіївка — Ясинувата — Гришине (Покровськ), пасажирські потяги Іловайське — Ясинувата і поштові потяги Дебальцеве — Караванна — П'ятихатки. В 1937 році — Ясинувата — Іловайське, Ясинувата — Макіївка і Дебальцеве — П'ятихатки, — в таких обсягах здійснювалося пасажирське сполучення до 1941 року.

#### Окупація 1941—1943 років
У період німецької окупації Богодухівський хід використовувався окупаційною владою для постачання міста Сталіне (Донецьк), на напрямі Ясинувата — Мушкетове — Доля працювали 2 вантажні паровози. Про наявність пасажирського руху на вказаній гілці відомостей не знайдено. Після 1943 року ділянка колії Богодухівського ходу від роз'їзду Широкий до станції Караванна не використовувалася з причини руйнування мосту через річку Кальміус.

#### Післявоєнний період

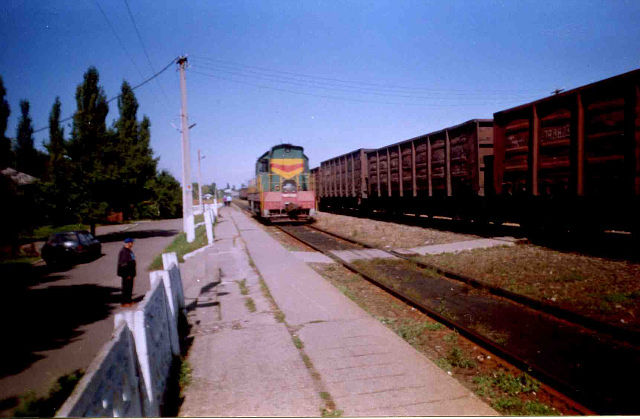
Перон станції Донецьк ІІ

Станом на 1945 рік, Богодухівською гілкою курсували 2 пари пасажирських потягів Ясинувата — Моспине і 1 пара пасажирських потягів Жмеринка — Лиха. У 1949 році залищилися 2 щоденні пари пасажирських потягів Ясинувата — Макіївка. Станом на 1956 рік, тут курсували пасажирські потяги сполученням Ясинувата — Іловайське і Ясинувата — Макіївка. У другій половині 50-х років розпочалося курсування приміських та учнівських потягів: Ясинувата — Макіївка, Ясинувата — Моспине, Мушкетове — Макіївка (2 пари), Доля - Караванна (4 пари). В 60-х роках ХХ століття Богодухівським ходом замість приміських потягів  

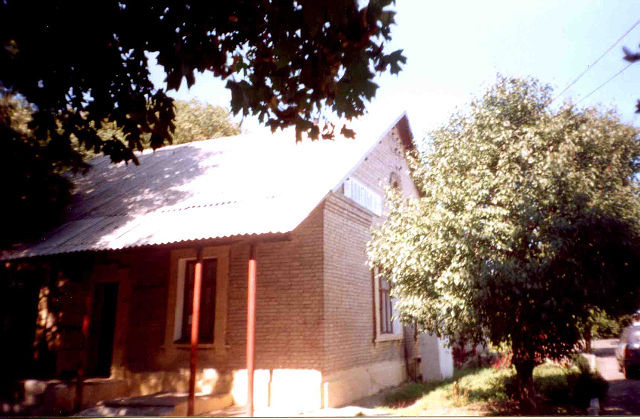
Будівля станції Донецьк ІІ

із пасажирських вагонів під паровозом почали курсувати приміські дизель-потяги. У 70-х роках ХХ століття було відновлене пасажирське сполучення по станції Караванна, — станом на 1979 рік тут курсував приміський дизель-потяг Іловайськ — Комиш-Зоря. Станом на 1988 рік, гілкою курсували приміські потяги Іловайськ — Комиш-Зоря — Іловайськ, Іловайськ — Ясинувата — Макіївка, Мушкетове — Макіївка — Ясинувата, Макіївка — Цукуриха, Ясинувата — Макіївка — Мушкетове, учнівські потяги Караванна — Доля (4 пари на добу, по буднях, рухомий склад — автомотриса ПЧ Мушкетове).
В 70-х роках ХХ століття існував проєкт об'єднання міст Донецьк і Макіївка, — під кодовою назвою «Македонія». Паралельно пророблявся варіант облаштування центрального вокзалу агломерації — станції Донецьк-Московський — на місці вантажної станції Донецьк II, через який передбачалося курсування усіх пасажирських потягів на Москву і Кавказ. Проєктом передбачалася і модернізація Богодухівського ходу: облаштування триколійної ділянки Донецьк-
Московський — Кальміус (в місці об'їзної автодороги навіть опори мостових переходів для другої та третьої колії встановили), двоколійних виходів на Ясинувату, Костянтинівку, облаштування двоколійної ділянки Донецьк-Московський — Іловайськ без заходу на Мушкетове, електрифікація відповідних залізниць. Однак зі смертю начальника Донецької залізниці В. В. Приклонського подальший рух у бік реалізації даного проєкту припинився.
По станціях Мушкетове і Чумакове примикали промислові колії Пролетарського навантажувально-транспортного управління, які утворювали можливість наскрізного руху від станції Мушкетове до станції Чумакове як колією загального користування, так і промисловою колією через станції Гласна і Пролетарська.

### Незалежність

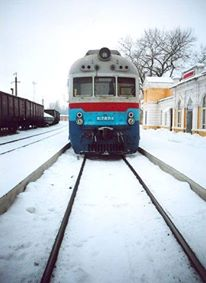
Дизель-потяг Д1-787 на станції Мушкетове

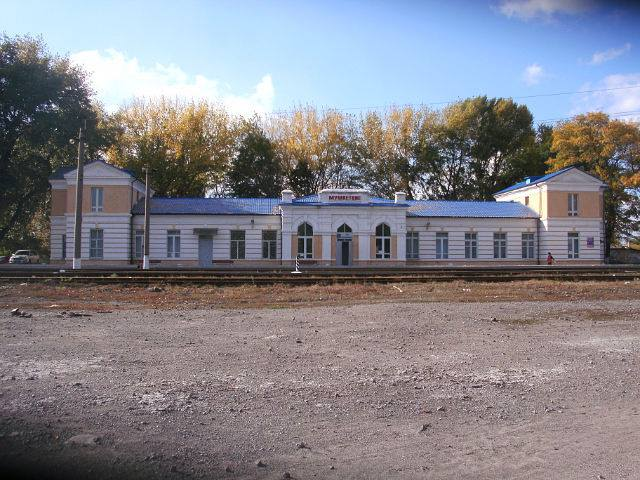
Пасажирська будівля станції Мушкетове, сучасний вигляд

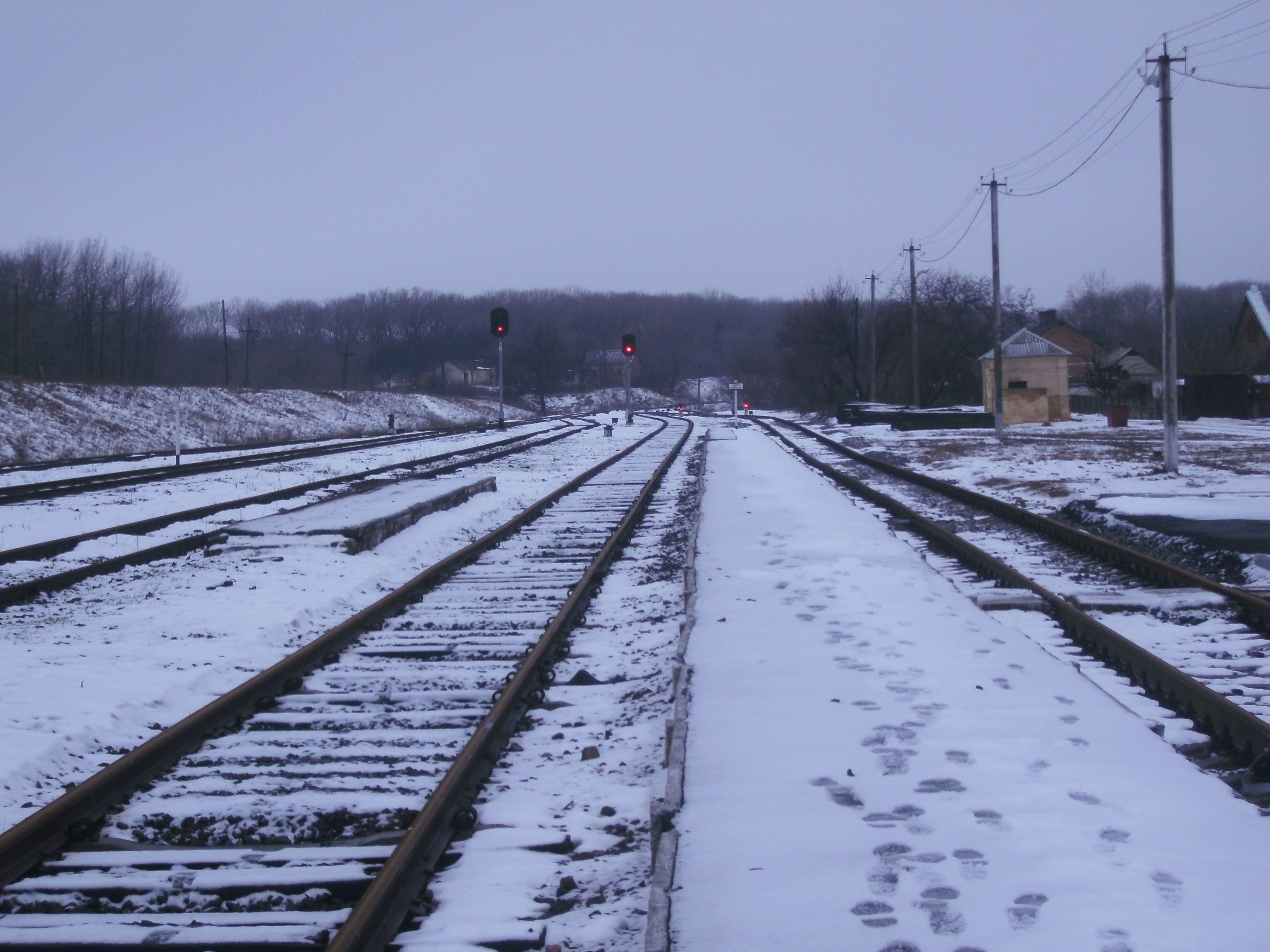
Пасажирська платформа станції Караванна

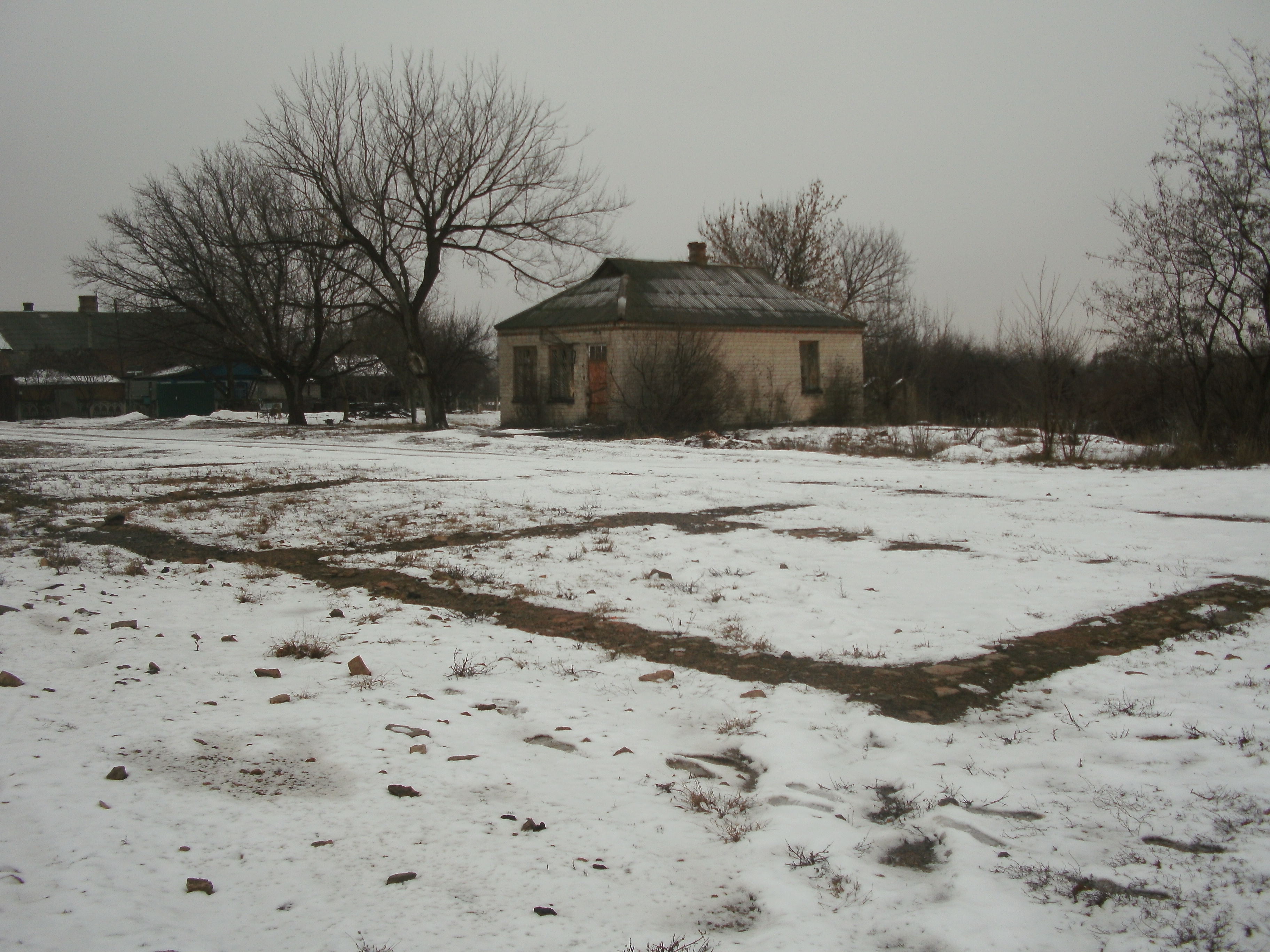
Рештки фундаменту старої пасажирської будівлі станції Караванна

До 1996 року спостерігалося збільшення кількості пар приміських дизель-потягів у Донецько-Макіївській агломерації, в тому числі — на Богодухівській залізничній гілці. Станом на літо 1996 років, тут курсували приміські дизель-потяги Іловайськ — Комиш-Зоря — Іловайськ, Іловайськ — Донецьк ІІ — Макіївка-Вантажна, Іловайськ — Ясинувата — Макіївка-Вантажна, Іловайськ — Ясинувата — Доля — Макіївка-Вантажна, Іловайськ — Ясинувата — Красноармійськ (Покровськ) — Іловайськ, Ясинувата — Макіївка-Вантажна — Донецьк ІІ — Іловайськ, Ясинувата — Іловайськ (двічі на день), Іловайськ — Донецьк ІІ — Іловайськ, Іловайськ — Мушкетове — Доля, Іловайськ — Ясинувата — Цукуриха. Хоча слід зазначити, що ступінь зношення рухомого складу для приміських перевезень вже у першій половині 90-х років ХХ століття був надмірним: приміські потяги часто ходили у складі електросекцій СР3 моторвагонного депо Ясинувата, які було виведено з експлуатації, під тепловозами, а вікна в них були вибитими. Восени 1996 року, у зв'язку із паливною кризою, всі рейси приміських потягів було тимчасово скасовано, і протягом 1996-1999 років окремі з них призначалися у нещоденному курсуванні. З 2000 року починаються масштабні капітально-відновлювальні ремонти дизель-потягів, що стабілізувало ситуацію з приіськими перевезеннями на Богодухівському ході. Однак кількість рейсів приміських потягів було зменшено: станом на 2005 рік тут курсували приміські дизель-потяги Макіївка-Вантажна — Ясинувата, Ясинувата — Іловайськ, Іловайськ — Комиш-Зоря — Іловайськ, Красноармійськ — Мушкетове — Іловайськ, Іловайськ — Ясинувата, Донецьк ІІ — Макіївка-Вантажна — Мушкетове — Іловайськ, Іловайськ — Донецьк ІІ — Іловайськ (2 пари, за вказівкою), Цукуриха — Іловайськ.. З 2007 року було скасоване курсування потягу Іловайськ — Комиш-Зоря.
У 2012 році, а рамках проведення матчів Чемпіонату Європи з футболу «Євро-2012», на станцію Караванна прибув військовий ешелон для охорони правопорядку в місті Донецьк. Для цього по станції з боку занедбаних складів і пакгаузів було споруджено додаткову колію.
З літа 2014 року зона тяжіння до Богодухівської залізничної гілки є тимчасово неконтрольованою територією.

## Роздільні пунктита зупинки

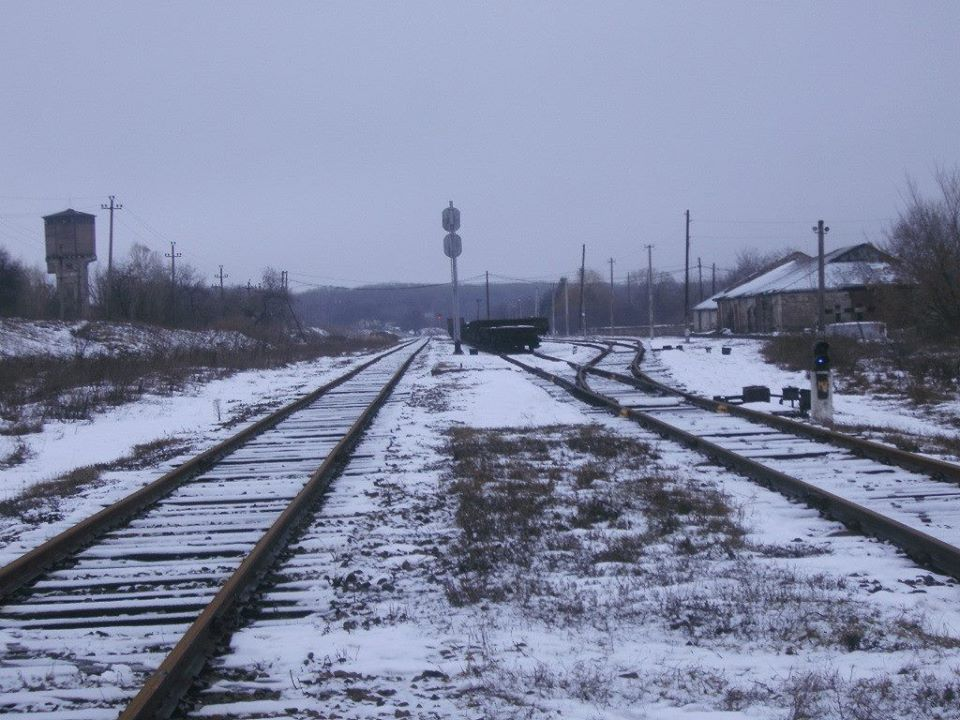
Станція Караванна, вид у напрямі Долі

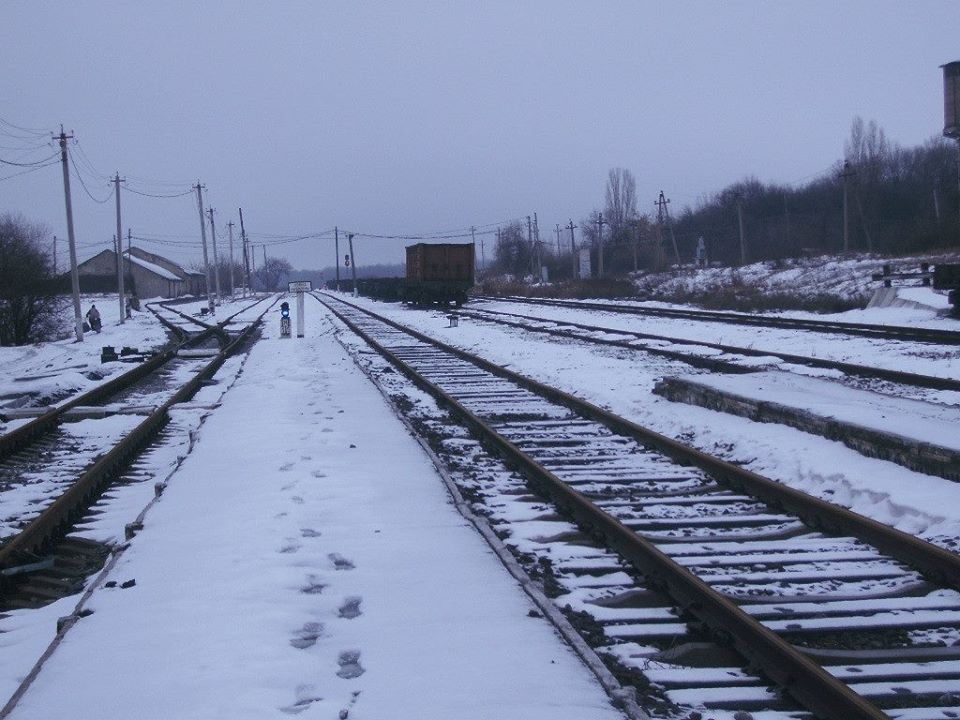
Станція Караванна, вид у напрямі Лариного

Гілка в різні часи мала роздільні пункти із колійним розвитком:
- роз'їзд Грачове (станом на 2020 рік — не існує);
- 3 км (Пост 3-ї версти);
- Станція Кальміус (Щиглівка ІІ);
- Щиглівка (зупинний пункт)
- Донецьк II
- станція Мушкетове
- станція Чумакове
- Широкий (роз’їзд Широкий)
- станція Караванна,
- 43 км (роз'їзд 42-ї версти).

Крім того, було обладнано такі зупинні пункти без колійного розвитку:

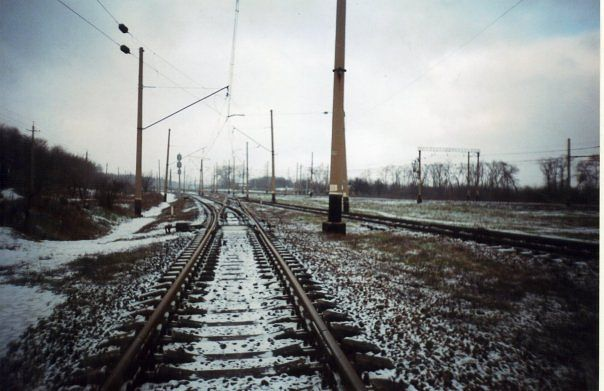
Район зупинного пункту 3 км Богодухівської залізничної гілки

- 6 км (перегін Ясинувата — Кальміус, в даному районі також пролягають промислові залізниці),
- Заперевальний,
- 47 км.

## Сучасний стан

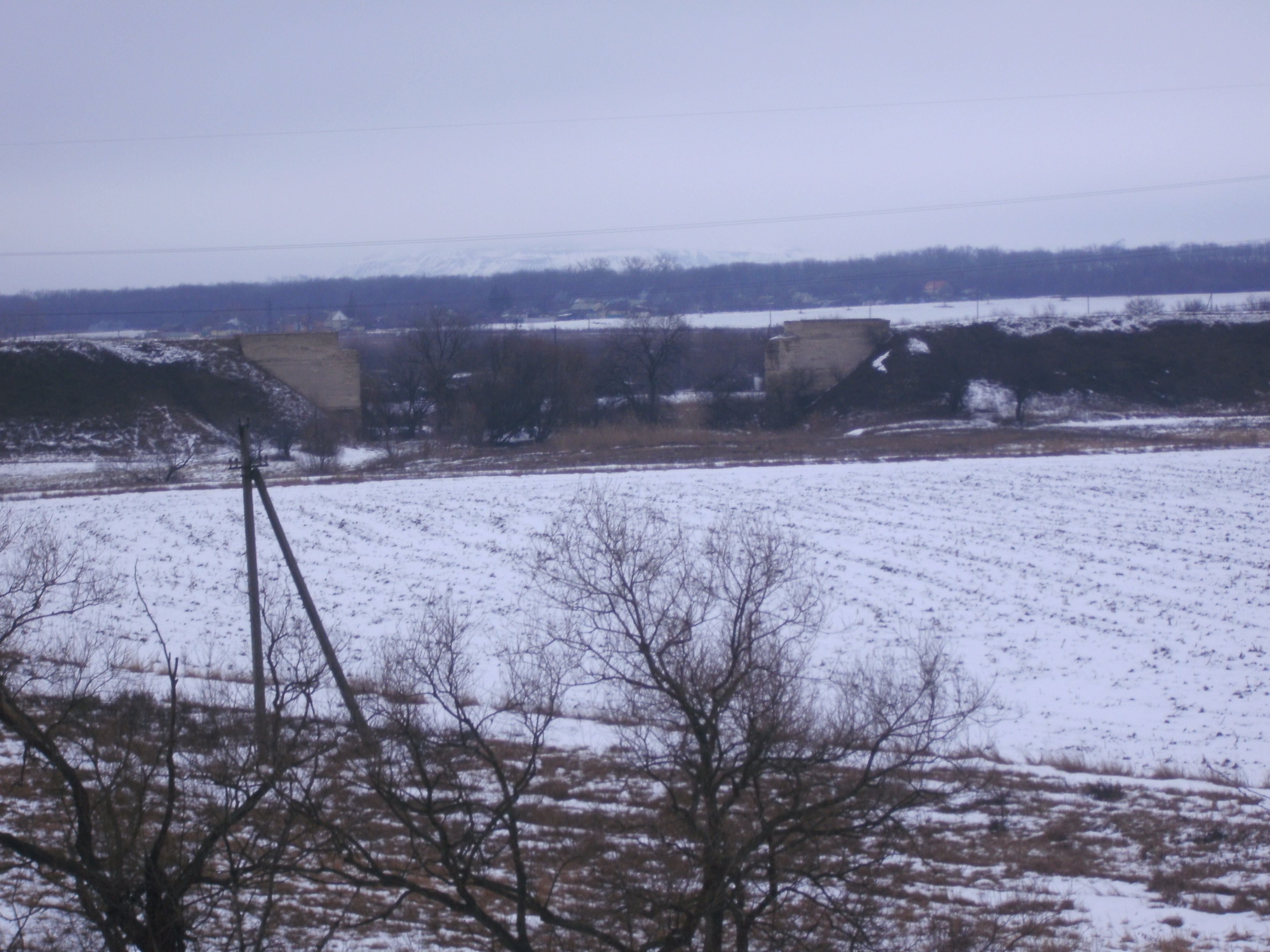
Рештки мосту через річку Кальміус на перегоні Широкий — Караванна

Від 2014 року дотепер (2020 рік), Богодухівська гілка знаходиться на тимчасово неконтрольованій території. Вантажний рух до 2014 року здійснювався залізницями Ясинувата — Чумакове і далі — на Ларине, Доля — Караванна і далі на Ларине. Ділянкою Ясинувата — Чумакове і далі на Ларине, згідно із Яндекс-розкладами, епізодично призначаються приміські пасажирські поїзди. Ділянка колії з.п. Широкий — станція Караванна закрита і не діє через зруйнований і не відновлений міст через річку Кальміус.